# 鈴木公子
鈴木 公子（すずき きみこ）は、日本の言語情報学・教育科学者。大阪工業大学名誉教授・紀要委員会2004委員。言語学・音声学士（ロンドン大学UCL）・教育学修士（ニューヨーク大学NYU）。元全国語学教育学会委員。
専門は、言語情報学・言語メディア、英語教育科学・TESOL、認知科学・音声科学/音声言語学。

## 略歴
1963年慶應義塾大学卒業。1987年ニューヨーク大学大学院TESOL専攻修士課程修了、教育学修士（ニューヨーク大学NYU）。1989年ロンドン大学(UCL)言語学・音声学部音声学卒業。
1996年大阪工業大学情報科学部に着任。2002年同学部情報メディア学科教授。2004年同大学紀要委員会委員。2008年大阪工業大学名誉教授。
大阪工業大学において、1996年新設の情報科学部で初期の言語情報学・言語メディアの研究およびグローバル英語教育に貢献した。
主な所属学会は、全国語学教育学会など。

## 主な研究
- マルチメディア情報と英語教育の融合
- 音声学に関する研究
- 日本人学生の英語発音に関する研究
- 英語コミュニケーションに関する研究
- 英語教授法(TESOL)における現代の方向:方法論の再認識